# Prestine
Prestine ist eine Fraktion der norditalienische Gemeinde Bienno und war bis 2016 eine eigenständige Gemeinde mit 375 Einwohnern (Stand 31. Dezember 2015) in der Provinz Brescia in der Lombardei. 

## Lage
Der Ort liegt etwa 44 Kilometer nordnordöstlich von Brescia im zum Valcamonica gehörenden Val Grigna und ist Teil der Comunità Montana della Valle Camonica.

## Geschichte
Prestine wurde am 23. April 2016 in die Gemeinde Bienno eingemeindet. 

## Verkehr
Durch das ehemalige Gemeindegebiet führt die frühere Strada Statale 345 delle Tre Valli von Brescia nach Breno.